# Saint-Groux
Saint-Groux település Franciaországban, Charente megyében. Lakosainak száma 130 fő (2022. január 1.). Saint-Groux Cellettes, Fontenille, Luxé és Mansle-les-Fontaines községekkel határos.

## Népesség
A település népessége az elmúlt években az alábbi módon változott:
| Lakosok száma | 84   | 94   | 114  | 132  | 136  | 130  | 137  | 135  | 134  | 130  |
|               | 1968 | 1982 | 1990 | 2006 | 2013 | 2015 | 2017 | 2019 | 2020 | 2022 |